# Габышев, Лев Львович
Лев Львович Габышев (10 ноября 1920, Тюбя Мальжагарского наслега Олёкминского района (ныне Олёкминский улус Республики Саха (Якутия)) — 11 ноября 1994 года, Якутск) — русский и якутский драматург, прозаик, переводчик, первый якутский киносценарист. Член Союза писателей СССР.

## Биография
Лев Габышев родился 10 ноября 1920 года в деревне Тюбя Мальжагарского наслега Олёкминского района. В 1934 году поступил в Олёкминский полеводческий сельхозтехникум. С 1938 года работает агрономом Горного земотдела в селе Бердигестях . В апреле 1942 года в Горном районе в составе группы из девяти человек был арестован органами НКВД. Им вменялось в вину участие в контрреволюционной буржуазно-националистической антисоветской организации, а также тайная связь с империалистической Японией. 28 августа 1956 года Президиум Верховного суда Якутской АССР принял Постановление о полной реабилитации Л. Л. Габышева «за отсутствием в его действиях состава преступления».

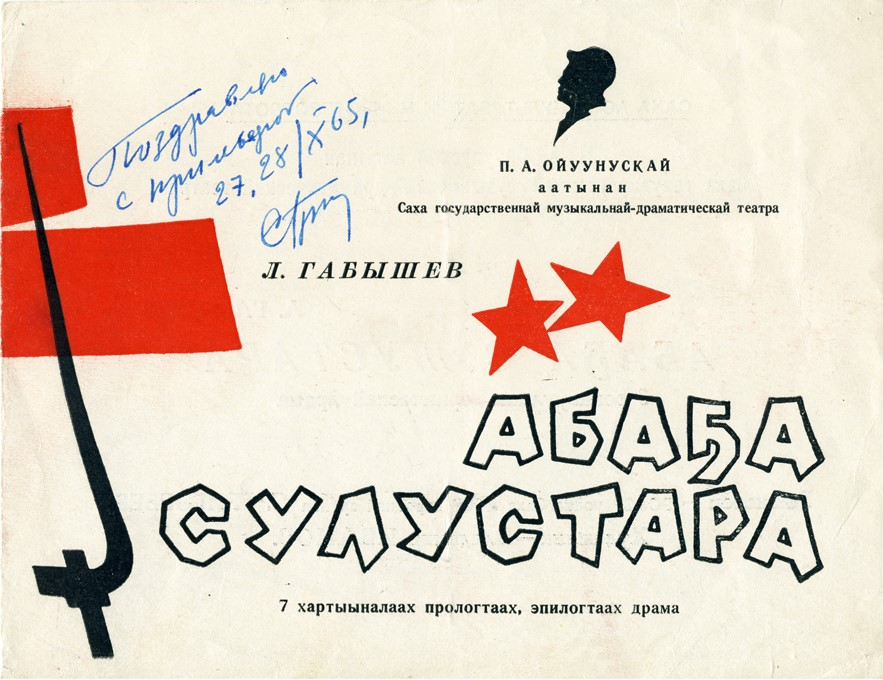
Программка к спектаклю "Звезды Абаги"

Первые стихи Льва Габышева публикуются в 1938 году в периодической печати, а затем в сборниках молодых поэтов «Родная Якутия» (1948), «Боевая молодость» (1949), «У нас на Севере» (1952). Первая повесть Льва Габышева — «Дьол төрдө» («Корень счастья» 1951). В 1954—1955 гг. комедия «Ыаллыылар» («Соседи») была поставлена на сцене Якутского государственного музыкально-драматического театра имени П. А. Ойунского режиссёром В. В. Местниковым; художник-постановщик Г. М. Туралысов. В 1959 году выходит в свет сборник избранных пьес Л. Габышева. Премьера
спектакля «Абаҕа сулустара» («Звезды Абаги», режиссёр народный артист РСФСР С. А. Григорьев) состоялась в 1965 году. Лев Габышев — автор детективной повести «Волки не дремлют», написанной в соавторстве с Иваном Зозулей.
Лев Габышев вошел в историю киноискусства как первый якутский киносценарист. По киносценарию, написанному по мотивам повести «Золотой ручей» Николая Якутского, снят художественный фильм «Тайна предков» (СССР, «Таджикфильм» 1972. режиссёр — Марат Арипов, в роли Седюка — народный артист СССР Д. Ф. Ходулов).

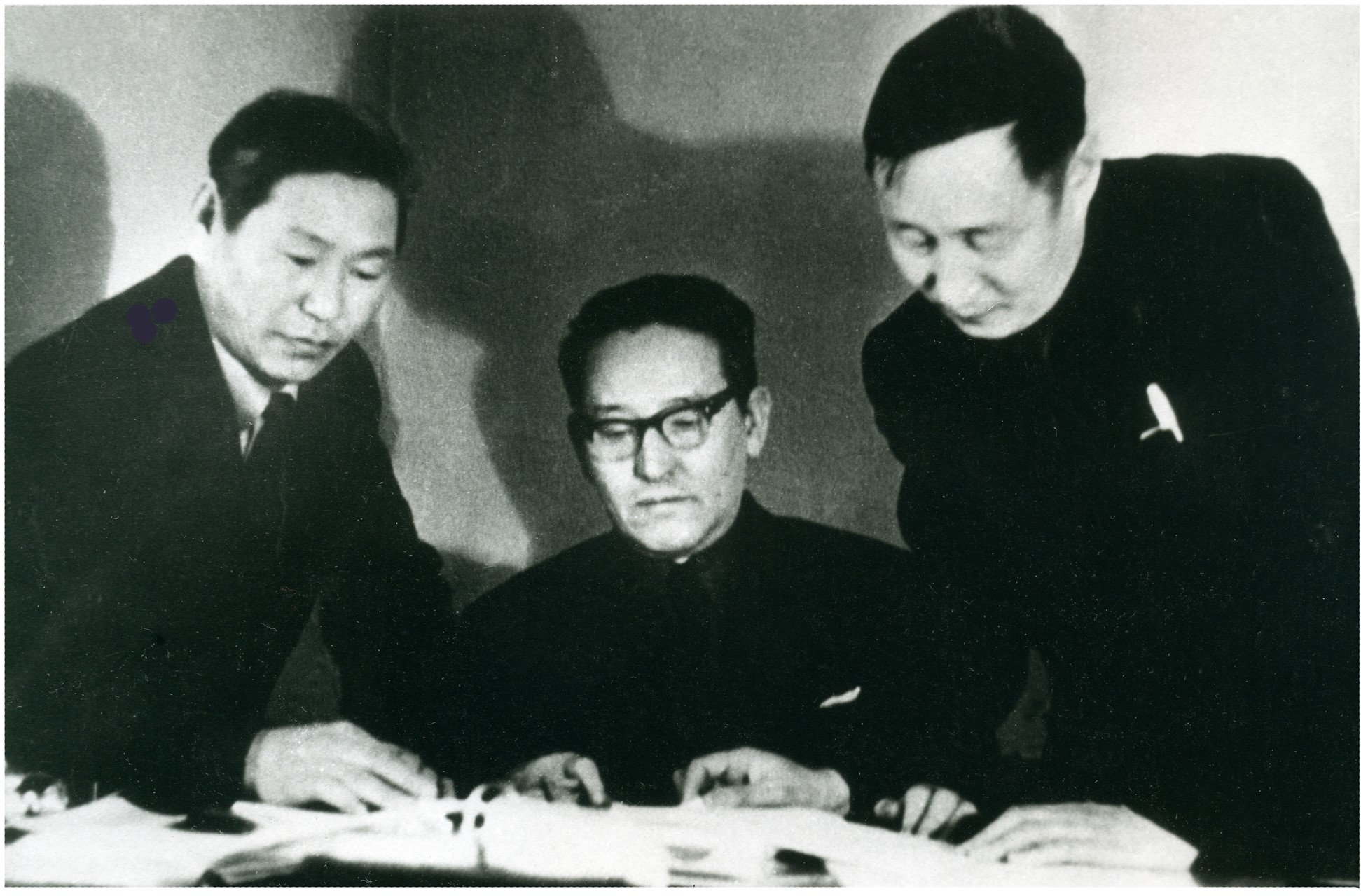
В редакции журнала «Хотугу Сулус», 1970

Лев Габышев много работал над литературными переводами: на якутском языке зазвучали стихи М. Рыльского, А. Мицкевича, К. Федина, С. Щипачева, Э. Межелайтиса, М. Исаковского. На русский язык он перевел произведения якутских писателей Н. Неустроева, C. Элляя, Н. Мординова, С. Омоллоона, Н. Якутского, Н. Заболоцкого, Д. Тааса, Софр. Данилова, И. Никифорова, А. Абагинского, В. Протодьяконова, А. Сыромятниковой, А. Федорова. Нередко это был авторизованный перевод; он же делал подстрочный перевод классиков якутской литературы А. Софронова (стихи и пьесы), П. Ойунского и А. Кулаковского (избранное). Особое место в работе Льва Габышева как переводчика занимает якутский фольклор — это художественный перевод сказок и подстрочный перевод олонхо К. Урастырова «Тойон Дьаҕарыма». Лев Габышев был автором сводного текста подстрочного перевода якутского героического эпоса олонхо «Нюргун Боотур Стремительный» П. А. Ойунского.
Лев Габышев стоял у истоков создания литературно-художественных журналов «Полярная звезда», «Хотугу сулус» («Чолбон»), заведовал отделом прозы.

## Семья

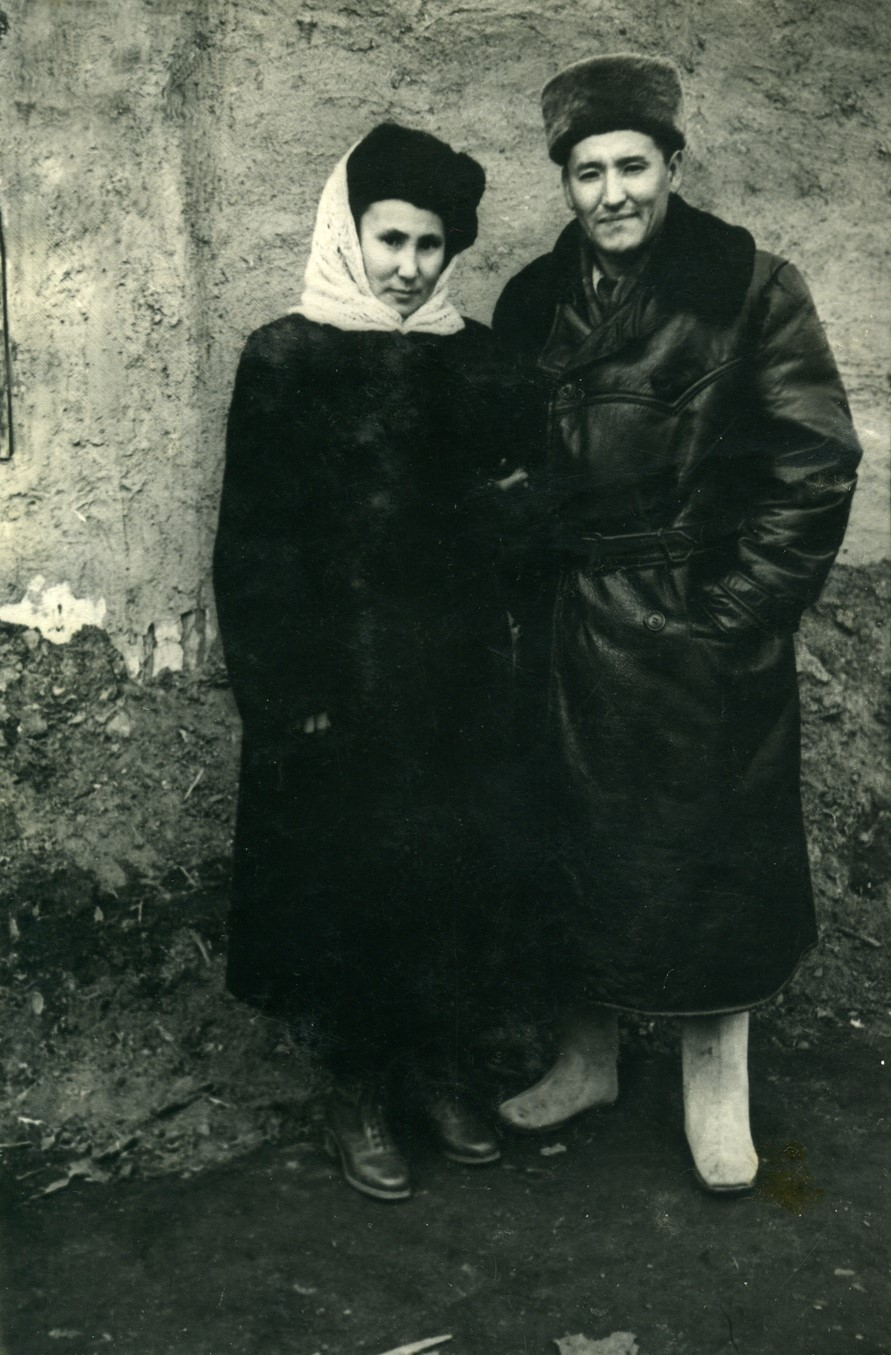
Лев Львович с супругой Натальей Иннокентьевной, 1955

Лев Габышев родился в многодетной семье. Его родители Лев Егорович Габышев и Матрёна Григорьевна (в девичестве Бояркина) занимались хлебопашеством, держали скот.

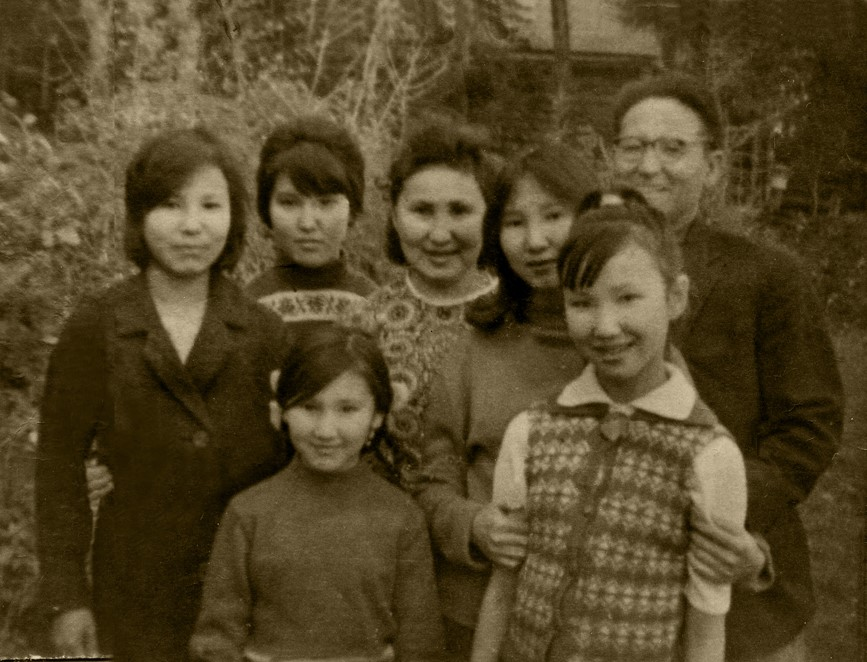
Лев Габышев с семьей, 1964

Супруга Наталья Иннокентьевна Габышева (Поротова) (внучка купца II гильдии Петра Илларионовича Захарова) (26.07.1924 — 15.12.1975) окончила Якутскую фельдшерско-акушерскую школу, во время II мировой войны работала фельдшером в поселке Быков мыс на севере Якутии, затем — в различных медицинских учреждениях республики. Лев Львович и Наталья Иннокентьевна поженились в 1946 году, у них родилось пять дочерей: Лира, Ася, Альбина, Луиза, Наталья.
По словам Д. К. Сивцева-Суорун Омоллоона, который хорошо знал большую семью Габышевых, дочери получили прекрасное воспитание, по своему призванию и таланту работают, и все — на ниве просвещения и искусства.

## Память
Имя Л. Л. Габышева присвоено Центральной библиотеке города Олекминска